# شهرستان شچیگروفسکی
شهرستان شچیگروفسکی (به لاتین: Shchigrovsky District) یک شهرستان در روسیه است که در استان کورسک واقع شده‌است.